# اچ‌ام‌اس ملکه الیزابت (آر۰۸)
| اچ‌ام‌اس ملکه الیزابت               | اچ‌ام‌اس ملکه الیزابت                                                  |
| --------------------------------- | -------------------------------------------------------------------- |
| اچ‌ام‌اس ملکه الیزابت در فوریهٔ ۲۰۱۸ |                                                                      |
| اطلاعات کلی                       |                                                                      |
| نوع کشتی                          | ناو هواپیمابر                                                        |
| کلاس                              | ملکه الیزابت                                                         |
| کشور سازنده                       | انگلستان                                                             |
| ساخت کارخانه                      | شرکت بی ای ئی سیستمز شرکت باب کوک اینترنشنال کارخانه کشتی سازی روسیث |
| تاریخ سفارش                       | ۲۰۰۸                                                                 |
| ورود به ناوگان                    | est.2020                                                             |
| مشخصات                            |                                                                      |
| طول کشتی                          | ۲۸۰ متر                                                              |
| تعداد خدمه                        | ۱۶۰۰ تَن                                                              |
| سرعت                              | ۲۵ گره                                                               |
| برد عملیاتی                       | ۱۰٬۰۰۰ مایل دریایی                                                   |
| جنگ‌افزارها                        |                                                                      |
| رادار                             | S1850M                                                               |
| هواگردهای قابل حمل                | ۴۰ فروند                                                             |
| سرنوشت                            |                                                                      |

اچ‌ام‌اس ملکه الیزابت (به انگلیسی: HMS Queen Elizabeth) یک ناو هواپیمابر و بزرگترین کشتی جنگی ساخته شده برای نیروی دریایی پادشاهی بریتانیا است. این ناو هواپیمابر قادر به حمل حداکثر چهل هواپیما است. این ناو در ۴ ژوئیه ۲۰۱۴ نام‌گذاری شد و در سال ۲۰۱۷ وارد خدمت نیروی دریایی امپراطوری بریتانیا شد.
بر خلاف بسیاری از ناوهای هواپیمابر، این ناو فقط برای نشست و برخاست هواپیماهای نظامی عمودپرواز و هواپیماهای نظامی نشست و برخاست کوتاه همچون جنگنده بمب‌افکن F-35 و هلیکوپتر مرلین طراحی شده‌است. علاوه بر آن، این ناو مجهز است به سیستم‌های هشدار سریع هوایی و نیز جنگ‌افزارهای ضد زیردریایی.